# Айбецу
Айбецу (яп. 愛別町 Айбэцу-тё:) — посёлок в Японии, находящийся в уезде Камикава округа Камикава губернаторства Хоккайдо. Площадь посёлка составляет 249,71 км², население — 3162 человека (30 июня 2014), плотность населения — 12,66 чел./км².

## Географическое положение
Посёлок расположен на острове Хоккайдо в губернаторстве Хоккайдо. С ним граничат город Сибецу и посёлки Камикава, Тома, Пиппу.

## Население
Население посёлка составляет 3162 человека (30 июня 2014), а плотность — 12,66 чел./км². Изменение численности населения с 1980 по 2005 годы:
| 1980 | 5815 чел. |  |
| 1985 | 5363 чел. |  |
| 1990 | 4735 чел. |  |
| 1995 | 4322 чел. |  |
| 2000 | 4065 чел. |  |
| 2005 | 3739 чел. |  |

## Символика
Деревом посёлка считается сакура, цветком — рододендрон.